# Municipio de Hough
El municipio de Hough (en inglés: Hough Township) es un municipio ubicado en el condado de Nueva Madrid en el estado estadounidense de Misuri. En el año 2010 tenía una población de 16 habitantes y una densidad poblacional de 0,34 personas por km².

## Geografía
El municipio de Hough se encuentra ubicado en las coordenadas 36°43′1″N 89°27′20″O / 36.71694, -89.45556. Según la Oficina del Censo de los Estados Unidos, el municipio tiene una superficie total de 47.6 km², de la cual 47,6 km² corresponden a tierra firme y (0 %) 0 km² es agua.

## Demografía
Según el censo de 2010, había 16 personas residiendo en el municipio de Hough. La densidad de población era de 0,34 hab./km². De los 16 habitantes, el municipio de Hough estaba compuesto por el 81,25 % blancos, el 18,75 % eran afroamericanos. Del total de la población el 0 % eran hispanos o latinos de cualquier raza.